# Runor (album)
Runor är debutstudioalbumet av det svenska vikingarockbandet Völund Smed från 1994.

## Låtlista
All sångtext är skriven av Völund Smed, förutom "Med gult gehäng på blått" och "Hälsning från rurik", skriven av Per Engdahl. 
| Nr           | Titel                    | Längd |
| ------------ | ------------------------ | ----- |
| 1.           | Völund                   | 3:05  |
| 2.           | Fosterland               | 3:36  |
| 3.           | Kämpa                    | 3:09  |
| 4.           | Måste få ett slut        | 2:36  |
| 5.           | Med gult gehäng på blått | 3:59  |
| 6.           | Vårt arv                 | 2:56  |
| 7.           | Alvid                    | 3:27  |
| 8.           | Minnen                   | 3:11  |
| 9.           | Midsommarblot            | 3:00  |
| 10.          | Vår                      | 2:36  |
| 11.          | Hälsning från rurik      | 1:09  |
| 12.          | Stanna kvar              | 3:40  |
| Total längd: | Total längd:             | 36:24 |

## Medverkande
- Stefan Johansson – bas
- Pierre Karlsson – trummor
- Esa Vornisto – gitarr
- Peter Åhlén – sologitarr
- Per Engdahl – text för sång 5 och 11
- Völund Smed – musik och text för övriga sånger
- Mikael Fundberg – sång